# Hybener

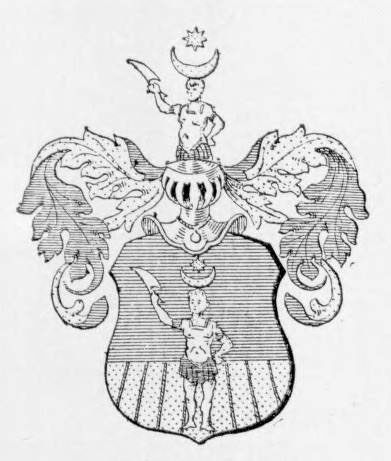
Herb Hybener według Ostrowskiego

Hybener – polski herb szlachecki z nobilitacji.

## Opis herbu
Na tarczy ściętej, w polu górnym, zajmującym 2/3 tarczy, błękitnym i w dolnym złotym, ośmiu zielonymi paskami, rozchodzącymi się perspektywicznie ku dołowi, niby zagony w polu, pod barkami złotego półksiężyca, obejmującymi rogami złotą gwiazdę – mąż w rzymskim stroju, z nożem w prawej ręce, a lewą opartą na biodrze. W klejnocie – pół męża takiego jak na tarczy. Labry błękitne podbite złotem.

## Najwcześniejsze wzmianki
Nadany Mikołajowi Hybenerowi, Prusakowi, geometrze nadwornemu przez Jana Alberta ks. Radziwiłła na Ołyce i Nieświeżu, r. 1615.

## Herbowni
Jedna rodzina herbownych (herb własny):
Hybener.